# Tridactyle verrucosa
Tridactyle verrucosa är en orkidéart som beskrevs av Phillip James Cribb. Tridactyle verrucosa ingår i släktet Tridactyle och familjen orkidéer. Inga underarter finns listade i Catalogue of Life.